# ジオタワー宝塚グランレジス

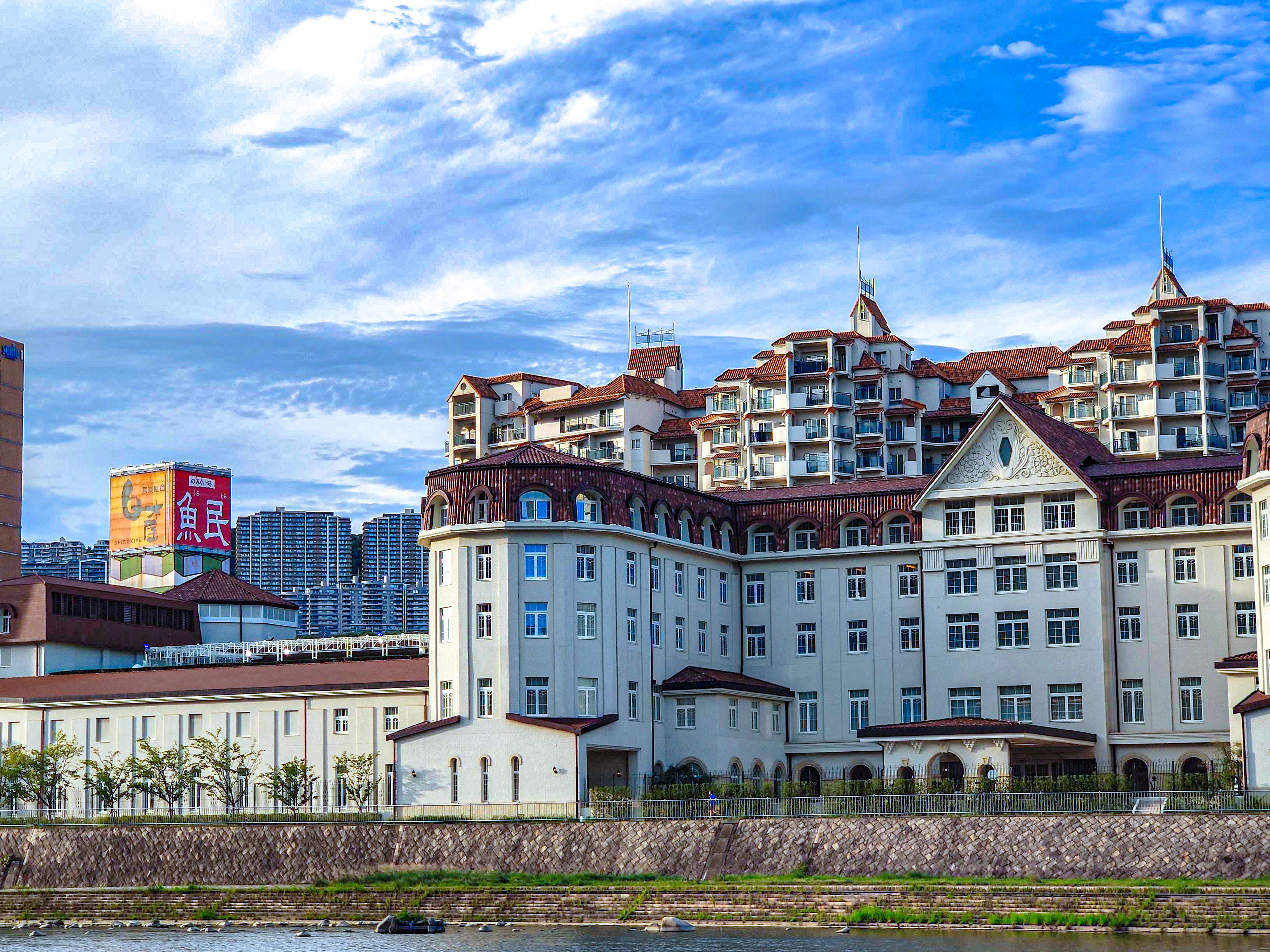
移転後の新宝塚ホテル

ジオタワー宝塚グランレジス（ジオタワーたからづかグランレジス）は、旧宝塚ホテル跡地に建設中のツインタワーマンションで、宝塚市中心部に位置する。

## 概要・沿革
1926年に開業した旧宝塚ホテルは長年にわたり地域の象徴的存在であったが、老朽化と耐震性の問題から、2020年に宝塚大劇場近くの新施設へ移転した。その跡地に、阪急阪神不動産が地上32階建て、高さ約113.5メートルのツインタワーマンションを開発している。北棟は2025年春に竣工済み、南棟は2026年2月の竣工を予定しており、総戸数は638戸である。また、旧宝塚ホテルの意匠を継承した施設棟も併設され、地域の歴史と調和したデザインとなっている。 開業済みの施設棟には阪急オアシスやクリニックモールなど地域密着型の商業施設が入る。

## 建築概要
- 所在地 - 兵庫県宝塚市梅野町65番1
- 構造・規模 - 鉄筋コンクリート造、地上32階建て、最高高さ113.5メートル
- 総戸数 - 638戸（北棟316戸、南棟322戸）
- 用途 - 共同住宅および商業施設

## 近隣施設
- 阪急今津線宝塚南口駅
- JR西日本・阪急電鉄宝塚駅
- サンビオラ
- 宝塚歌劇
- 手塚治虫記念館
- 宝塚文化芸術センター
- 宝塚市立宝塚第一小学校
- 関西学院初等部

## アクセス
- 宝塚南口駅より徒歩1分、宝塚駅より徒歩10分程度